# Distrito de Mahendragarh
Mahendragarh (en hindi; महेन्‍द्रगढ जिला ) es un distrito de India en el estado de Haryana. Código ISO: IN.HR.MA.
Comprende una superficie de 1 683 km².
El centro administrativo es la ciudad de Narnaul.

## Demografía
Según censo 2011 contaba con una población total de 921 680 habitantes.